# أوليغ لوجفين
أوليغ لوجفين (الروسية: Олег Николаевич Логвин) مواليد 23 مايو 1959 في مينسك، هو دراج سوفيتي سابق. سبق أن شارك في دورة الألعاب الأولمبية الصيفية وفاز بميدالية أولمبية.

## الميداليات
| الميدالية | المسابقة                       |
| --------- | ------------------------------ |
| ذهبية     | الألعاب الأولمبية الصيفية 1980 |

## روابط خارجية
- أوليغ لوجفين على موقع أرشيف الدراجات (الإنجليزية)
- أوليغ لوجفين على موقع CycleBase (الإنجليزية)
- أوليغ لوجفين على موقع اللجنة الأولمبية الدولية (الإنجليزية)
- أوليغ لوجفين على موقع أوليمبيديا (الإنجليزية)